# Mogilno Małe
Mogilno Małe – wieś w Polsce położona w województwie łódzkim, w powiecie pabianickim, w gminie Dobroń.
W latach 1975–1998 miejscowość administracyjnie należała do województwa sieradzkiego.
Zobacz też: Mogilno, Mogilno Duże